# Душан Пајић-Дашић
Душан Пајић-Дашић (Горњи Которац, код Сарајева, 14. новембар 1912 — Дуге, код Прозора, фебруар 1943), учесник Народноослободилачке борбе и народни херој Југославије.

## Биографија
Рођен је 14. новембра 1912. године у селу Горњи Которац код Сарајева, у земљорадничкој породици. До Другог светског рата бавио се земљорадњом и превозом дрвета с околних шумских радилишта. Од 1935. године почео је да се дружи с комунистима, а 1940. постао је кандидат за члана Комунистичке партије Југославије. Априла 1941. године постао је члан КПЈ.
Народноослободилачком покрету приступио је у првим устаничким данима. Ујесен 1941. године, када је ослобођена територија од Сарајева до Калиновика, Пајић је с Кијевском четом, чији је био командир, задао непријатељу више удараца код Крупачког кланца на путу Сарајево—Трново. Фебруара 1942, Пајићева чета је напала усташки гарнизон на Палама, код Сарајева. Након противнапада, успели су да поразе бројнијег непријатеља.
У лето 1942. године, Пајић се с делом Калиновичког партизанског одреда пребацио се на ослобођену територију Прозора. Ускоро је постао командант Дувањског батаљона. Истакао се у успешном пробијању усташког обруча приликом првог напуштања Ливна од стране НОВЈ.
Почетком 1943. године, када је расформиран Дувањски батаљон, Душан је постављен за командира артиљеријске батерије Десете херцеговачке бригаде. Као артиљерац-тобџија, истакао се у борбама за Жепче и Прозор.
После пада Жепча, Први батаљон Десете херцеговачке бригаде покушавао је да продре уз долину Босне ка Немилој и Врандуку. Тада је наишао на двоспратни велики бункер пун Немаца. Напад батаљона није успео. Два бомбаша, одређена да униште бункер, пали су тешко рањени пред самим бункером. Батаљон је тражио помоћ топова. Дошао је Пајић и поставио два своја топа на 400 метара од бункера. Испалио је неколико граната, али оне су биле недовољне за снажно утврђени бункер. Пајић је пришао бункеру да га изблиза осмотри, да му наде слабо место и да извуче рањенике. Упркос савету команданта Првог батаљона да не иде, Пајић је отишао до бункера, узео рањеног бомбаша и извукао га.
Током опсаде Прозора и гибања партизанских јединица према Неретви, Душан је био рањен у јуришу на италијанску посаду, 16./17. фебруара 1943. године. Пренесен је у партизанску болницу у село Дуге, у којој је, после неколико дана, преминуо.
После ослобођења, његови посмртни остаци су сахрањени у Гробници народних хероја у спомен-парку Враца, на планини Требевићу, код Сарајева.
Указом председника Федеративне Народне Републике Југославије Јосипа Броза Тита, 27. новембра 1953. године, проглашен је за народног хероја.